# Railton

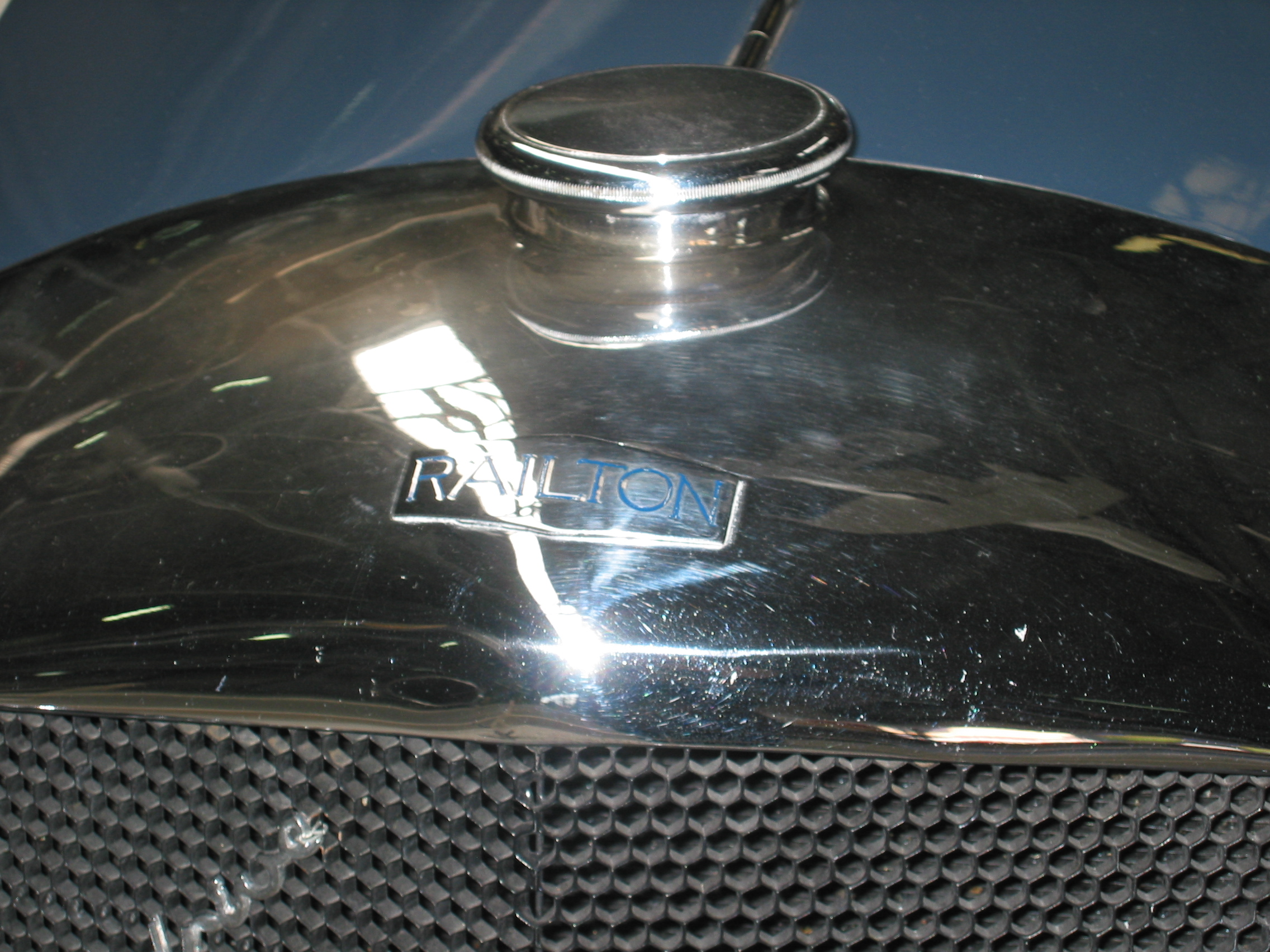
Emblem

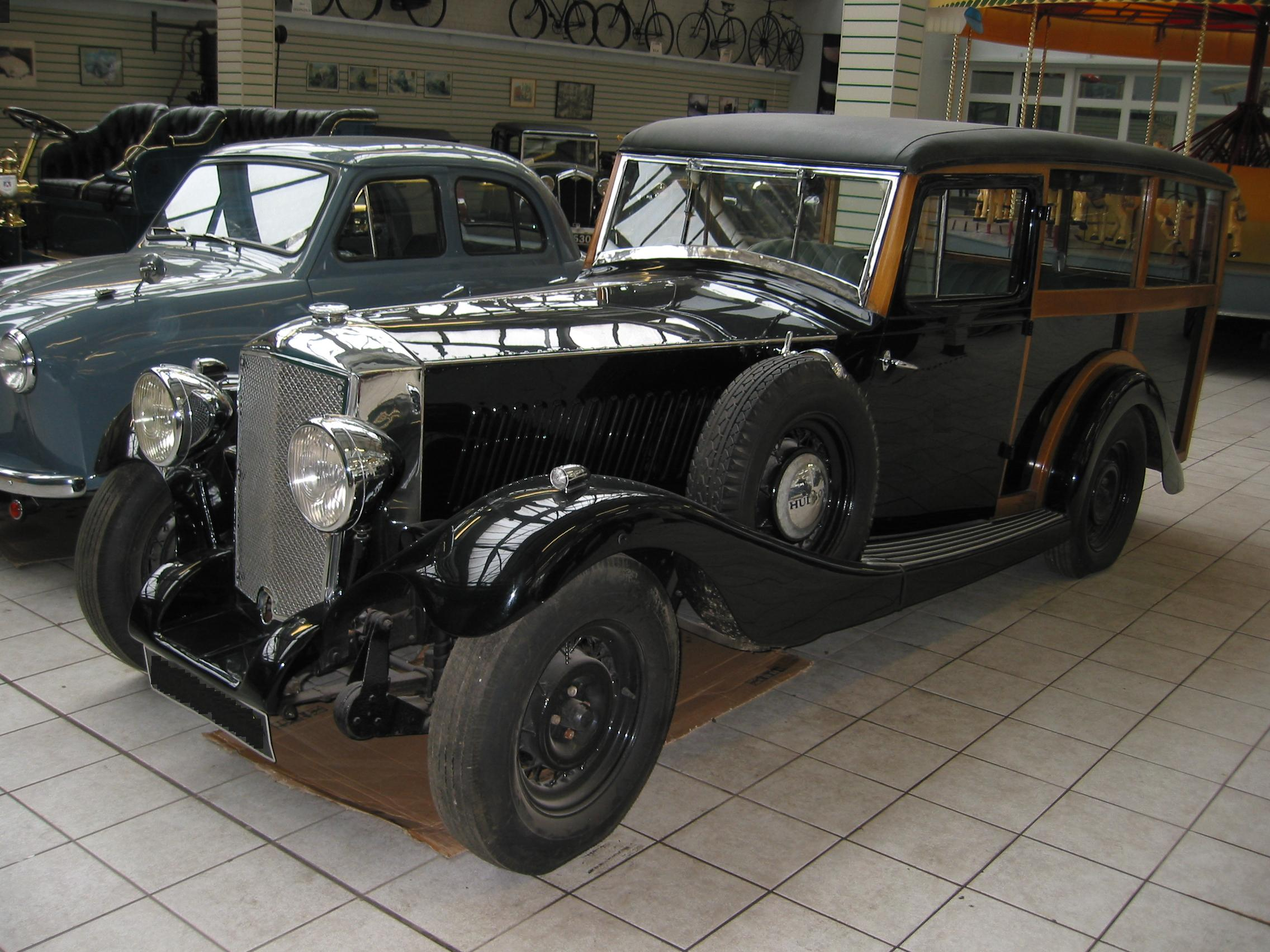
Railton von 1934

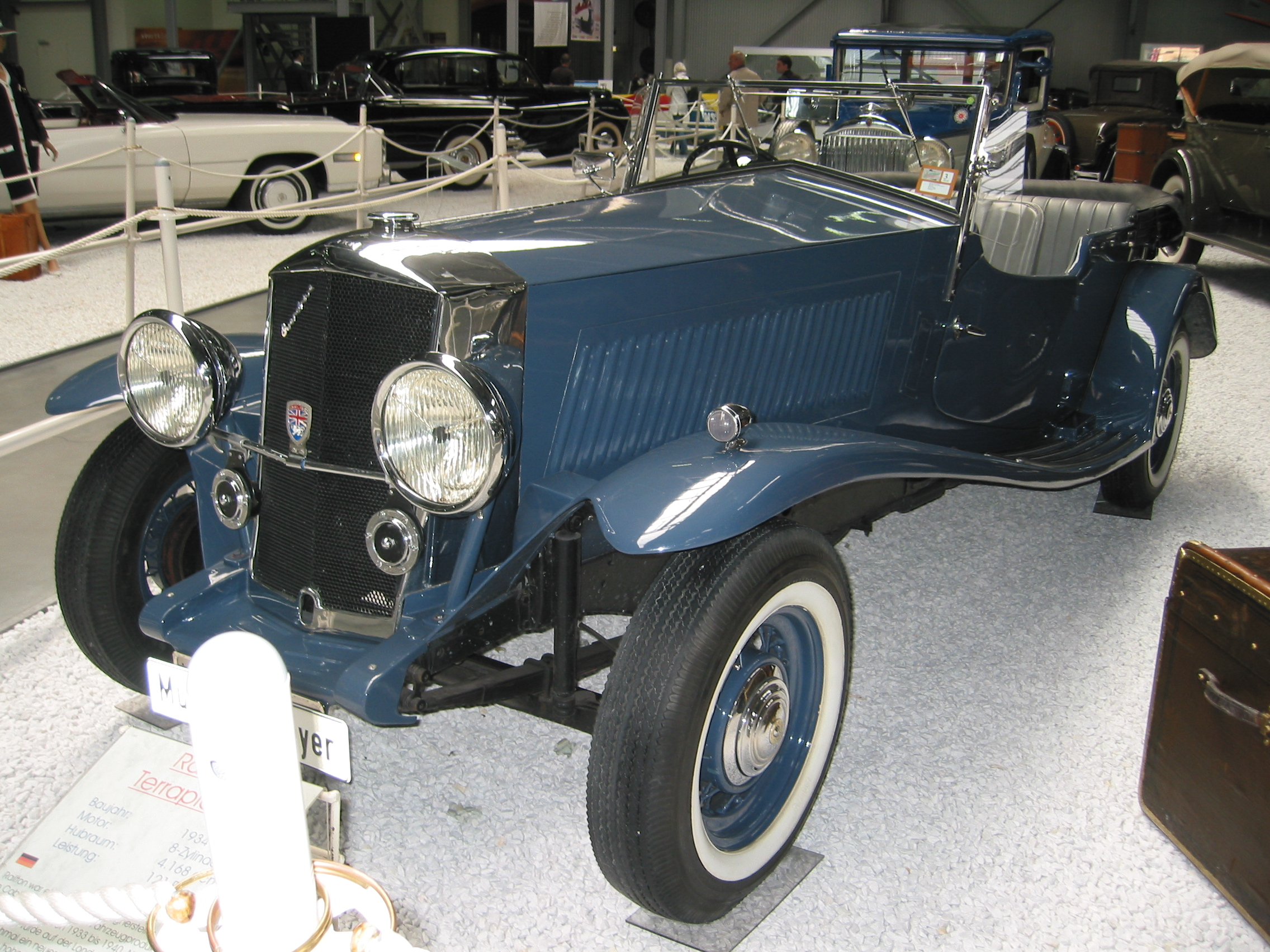
Railton von 1934

Railton war ein britischer Hersteller von Automobilen.

## Unternehmensgeschichte
Das Unternehmen Railton Cars aus Cobham in Surrey begann 1933 in der alten Produktionsstätte der Marke Invicta mit der Montage von Automobilen. Firmengründer Sir Noel Macklin hatte die Rechte an seiner Marke Invicta zuvor verkauft und vertrieb seine neuen Entwicklungen nun unter dem Namen des Konstrukteurs Reid Railton. Der Konstrukteur Railton, der später durch seine Rekordfahrzeuge Ruhm erlangte, trug zwar wenig zu den Konstruktionen der Marke bei, wurde jedoch über Lizenzgebühren am Verkauf der Fahrzeuge beteiligt.
1950 wurde die Produktion eingestellt.

## Fahrzeuge
Das erste Modell Straight 8 erschien 1933 und war mit einem Achtzylinder-Reihenmotor von Terraplane ausgestattet. Der Motor leistete im ersten Jahr aus 4010 cm³ Hubraum 95 PS, ab 1934 nach einer Hubraumerhöhung auf 4168 cm³ 113 PS und ab 1936 124 PS. 1937 ergänzten zwei Sechszylindermodelle mit Motoren von Hudson mit 2723 cm³ Hubraum und 76 PS bzw. 3475 cm³ Hubraum und 101 PS das Programm. 1938 erschien als kleinstes Modell der 10 HP mit dem Motor vom Standard Ten, der aus 1267 cm³ Hubraum 33 PS leistete. Die Karosserien kamen von verschiedenen selbständigen Herstellern. Bevorzugter Lieferant war Coachcraft aus London; einige Aufbauten bezog Railton auch von Carbodies in Coventry.
Fahrzeuge dieser Marke sind in der Shuttleworth Collection in Biggleswade in Bedfordshire und im Brooklands Museum in Weybridge zu besichtigen.